# Lista över olympiska rekord i simning
Under de moderna olympiska sommarspelen, som har arrangerats sedan 1896, finns möjligheten för idrottare att slå olympiska rekord vilka är erkända av den internationella olympiska kommittén (IOK). Vid spelen 2024 avgjordes 37 grenar i simning, 18 grenar för vardera kön samt en mixedgren. 
Vid olympiska sommarspelen 2008 i Peking slogs det olympiska rekord i samtliga grenar förutom i damernas 100 meter fjärilsim och herrarnas 400 meter frisim. Båda dessa rekord sattes i Sydney 2000 av Inge de Bruijn respektive Ian Thorpe. Vid spelen i Rio de Janeiro i Brasilien år 2016 slogs det olympiska rekord vid totalt 13 tillfällen.

## Damernas rekord

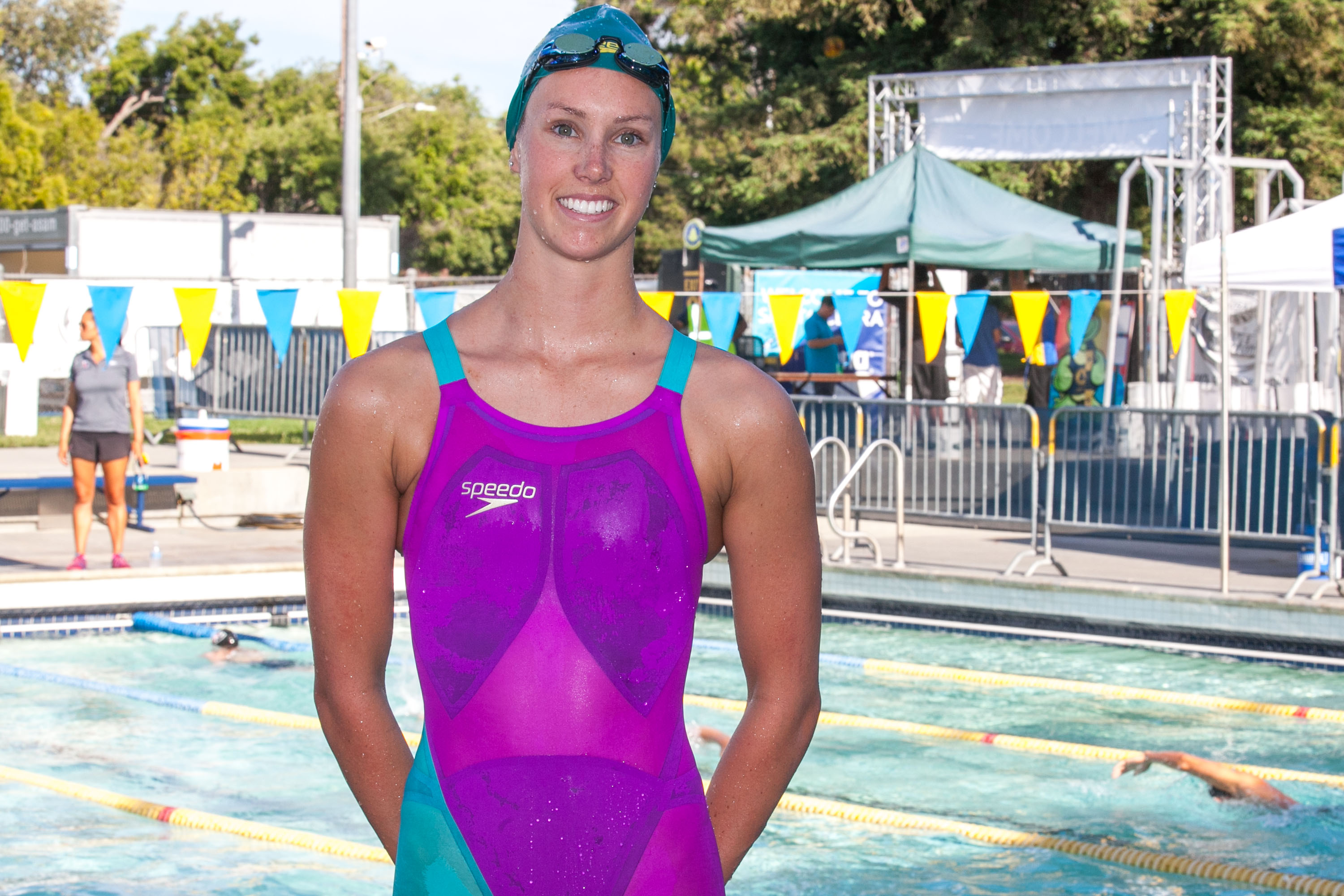
Emma McKeon innehar rekordet på 100 m frisim.

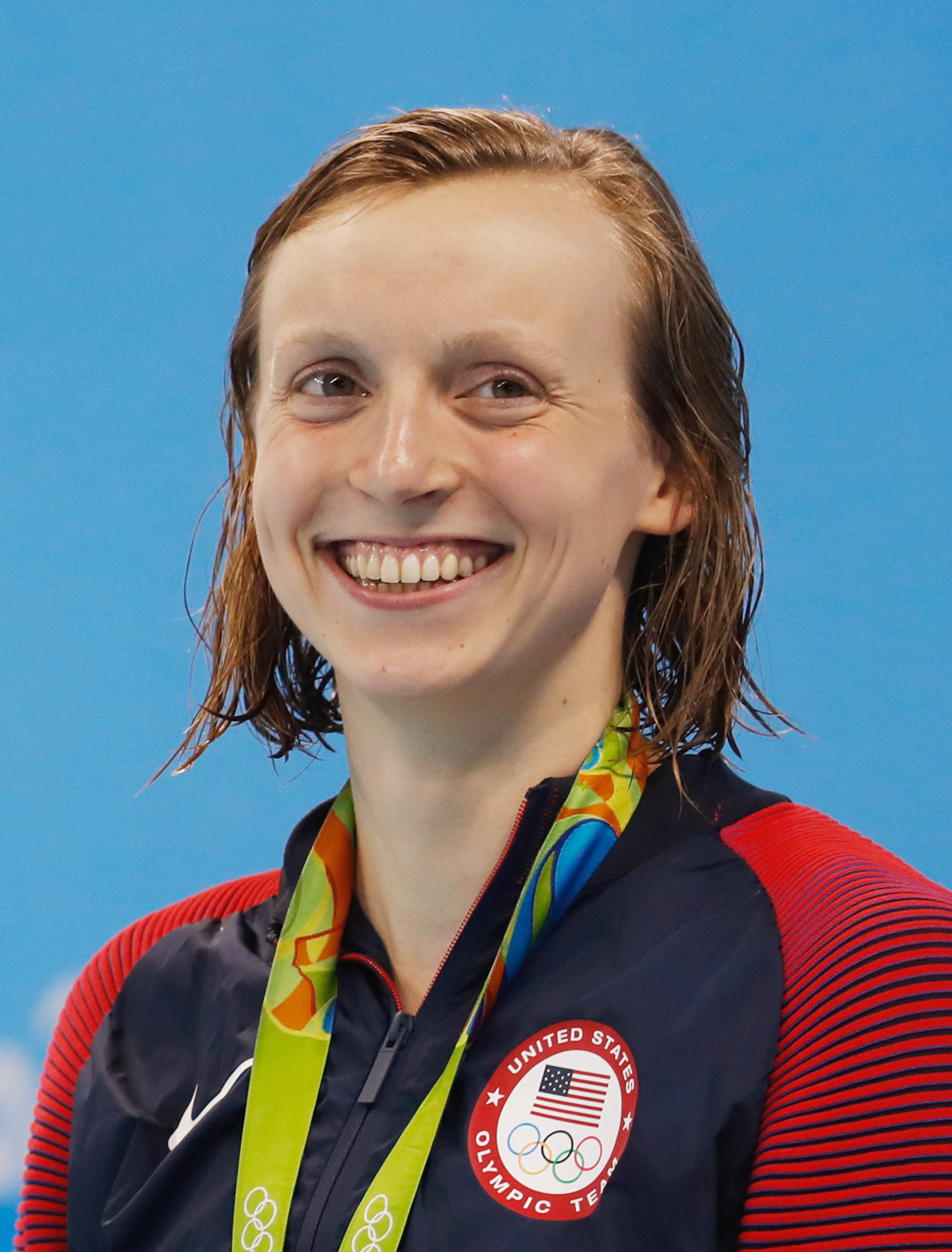
Katie Ledecky innehar rekordet på 400, 800 och 1 500 m frisim.

Tecknet ♦ markerar att resultatet också är ett nu gällande världsrekord. Resultat fram till och med Olympiska sommarspelen 2024 i Paris i Frankrike är med i listan. Listan inkluderar endast de grenar som är erkända av IOK, vilka är desamma som distanserna vid spelen 2024.
| Frisim           |           | |            |                     |                 |        |
| 50 m             | 23,66     | Sarah Sjöström                                                                                             | Sverige    | Paris 2024          | 3 augusti 2024  | [ 4 ]  |
| 100 m            | 51,96     | Emma McKeon                                                                                                | Australien | Tokyo 2020          | 30 juli 2021    | [ 5 ]  |
| 200 m            | 1.53,27   | Mollie O'Callaghan                                                                                         | Australien | Paris 2024          | 29 juli 2024    | [ 6 ]  |
| 400 m            | 3.56,46   | Katie Ledecky                                                                                              | USA        | Rio de Janeiro 2016 | 7 augusti 2016  | [ 7 ]  |
| 800 m            | ♦ 8.04,79 | Katie Ledecky                                                                                              | USA        | Rio de Janeiro 2016 | 12 augusti 2016 | [ 8 ]  |
| 1 500 m          | 15.30,02  | Katie Ledecky                                                                                              | USA        | Paris 2024          | 31 juli 2024    | [ 9 ]  |
| Ryggsim          |           | |            |                     |                 |        |
| 100 m            | 57,28     | Regan Smith                                                                                                | USA        | Paris 2024          | 4 augusti 2024  | [ 10 ] |
| 200 m            | 2.03,73   | Kaylee McKeown                                                                                             | Australien | Paris 2024          | 2 augusti 2024  | [ 11 ] |
| Bröstsim         |           | |            |                     |                 |        |
| 100 m            | 1.04,82   | Tatjana Schoenmaker                                                                                        | Sydafrika  | Tokyo 2020          | 25 juli 2021    | [ 12 ] |
| 200 m            | 2.18,95   | Tatjana Schoenmaker                                                                                        | Sydafrika  | Tokyo 2020          | 30 juli 2021    | [ 13 ] |
| Fjärilsim        |           | |            |                     |                 |        |
| 100 m            | 55,38     | Gretchen Walsh                                                                                             | USA        | Paris 2024          | 27 juli 2024    | [ 14 ] |
| 200 m            | 2.03,03   | Summer McIntosh                                                                                            | Kanada     | Paris 2024          | 1 augusti 2024  | [ 15 ] |
| Medley           |           | |            |                     |                 |        |
| 200 m            | 2,06,56   | Summer McIntosh                                                                                            | Kanada     | Paris 2024          | 3 augusti 2024  | [ 16 ] |
| 400 m            | 4.26,36   | Katinka Hosszú                                                                                             | Ungern     | Rio de Janeiro 2016 | 6 augusti 2016  | [ 17 ] |
| Lagkapp – frisim |           | |            |                     |                 |        |
| 4×100 m          | 3.28,92   | Mollie O'Callaghan (52,24) Shayna Jack (52,35) Emma McKeon (52,39) Meg Harris (51,94)                      | Australien | Paris 2024          | 27 juli 2024    | [ 18 ] |
| 4×200 m          | 7.38,08   | Mollie O'Callaghan (1.53,52) Lani Pallister (1.55,61) Brianna Throssell (1.56,00) Ariarne Titmus (1.52,95) | Australien | Paris 2024          | 1 augusti 2024  | [ 19 ] |
| Lagkapp – medley |           | |            |                     |                 |        |
| 4×100 m          | ♦ 3.49,63 | Regan Smith (57,28) Lilly King (1.04,90) Gretchen Walsh (55,03) Torri Huske (52,42)                        | USA        | Paris 2024          | 4 augusti 2024  | [ 20 ] |

## Herrarnas rekord

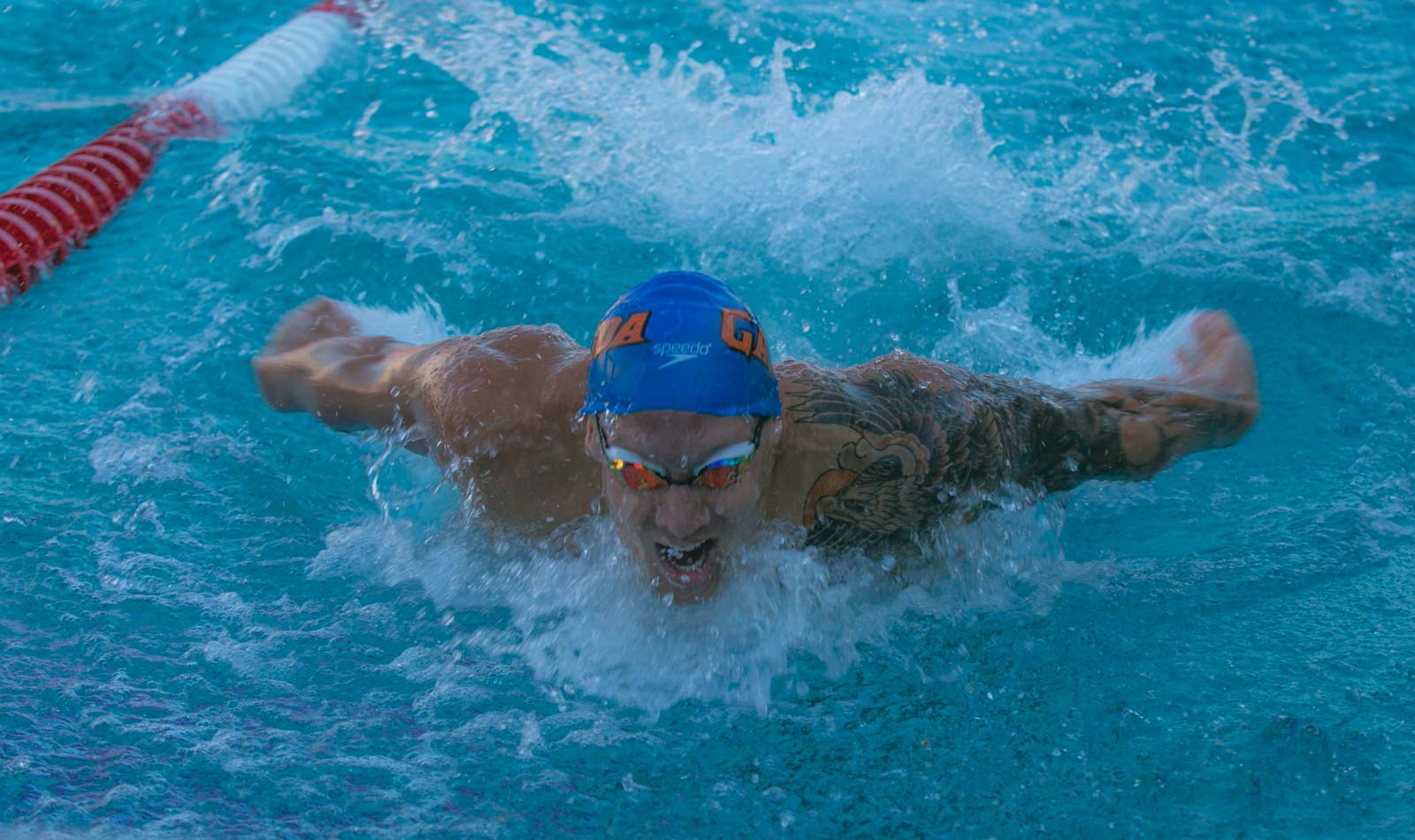
Caeleb Dressel slog 3 olympiska rekord i individuella grenar vid olympiska sommarspelen 2020

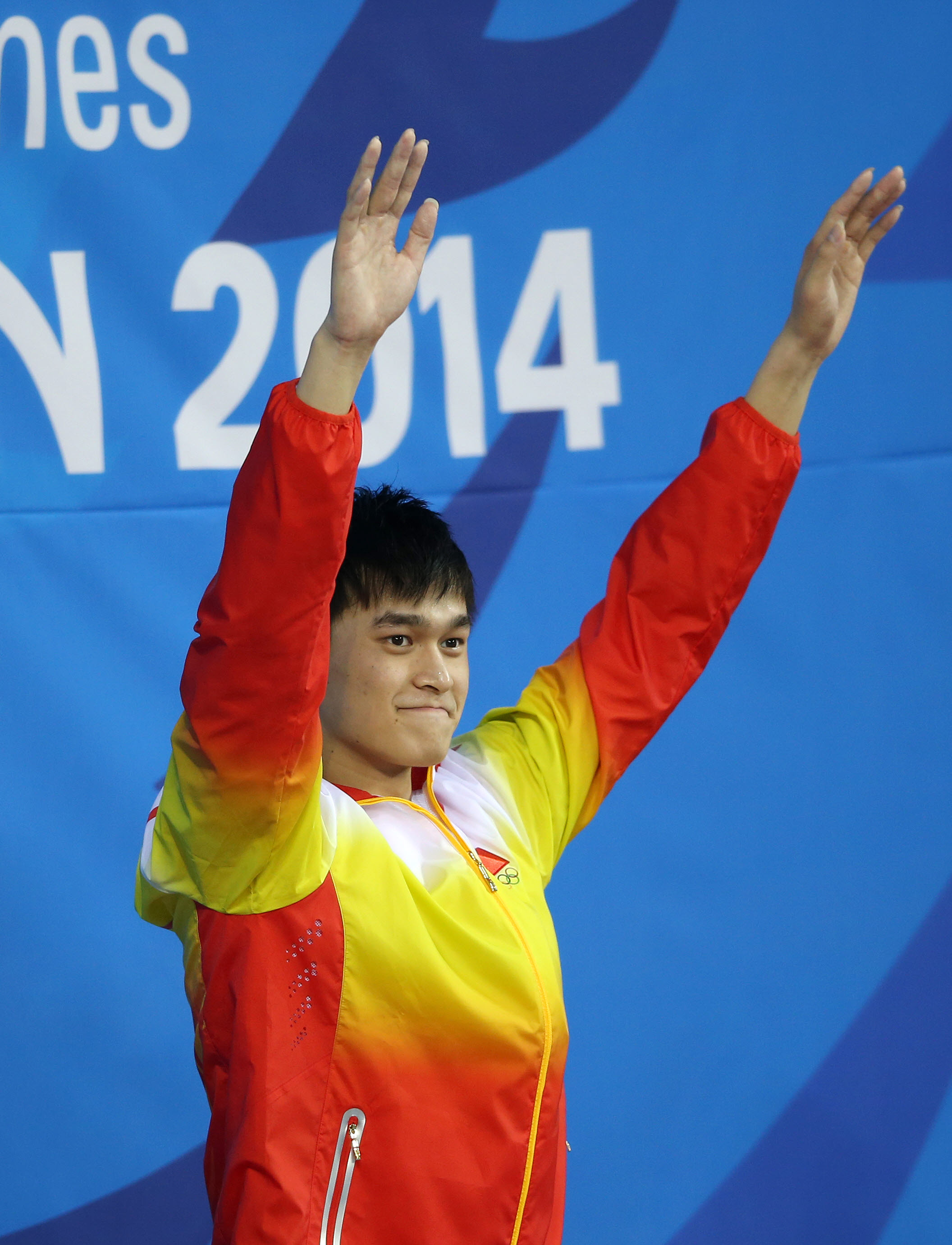
Sun Yang slog olympiska rekord i två grenar vid olympiska sommarspelen 2012

Tecknet ♦ markerar att resultatet också är ett nu gällande världsrekord. Resultat fram till och med Olympiska sommarspelen 2024 i Paris i Frankrike är med i listan. Listan inkluderar endast de grenar som är erkända av IOK, vilka är desamma som distanserna vid spelen 2024.
| Frisim           |            |                                                                                                  |                |                     |                 |        |
| 50 m             | 21,07      | Caeleb Dressel                                                                                   | USA            | Tokyo 2020          | 1 augusti 2021  | [ 21 ] |
| 100 m            | ♦ 46,40    | Pan Zhanle                                                                                       | Kina           | Paris 2024          | 31 juli 2024    | [ 22 ] |
| 200 m            | 1.42,96    | Michael Phelps                                                                                   | USA            | Peking 2008         | 12 augusti 2008 | [ 23 ] |
| 400 m            | 3.40,14    | Sun Yang                                                                                         | Kina           | London 2012         | 28 juli 2012    | [ 24 ] |
| 800 m            | 7.38,19    | Daniel Wiffen                                                                                    | Irland         | Paris 2024          | 30 juli 2024    | [ 25 ] |
| 1 500 m          | ♦ 14.30,67 | Robert Finke                                                                                     | USA            | Paris 2024          | 4 augusti 2024  | [ 26 ] |
| Ryggsim          |            |                                                                                                  |                |                     |                 |        |
| 100 m            | 51,85      | Ryan Murphy                                                                                      | USA            | Rio de Janeiro 2016 | 13 augusti 2016 | [ 27 ] |
| 200 m            | 1.53,27    | Jevgenij Rylov                                                                                   | ROC            | Tokyo 2020          | 30 juli 2021    | [ 28 ] |
| Bröstsim         |            |                                                                                                  |                |                     |                 |        |
| 100 m            | 57,13      | Adam Peaty                                                                                       | Storbritannien | Rio de Janeiro 2016 | 7 augusti 2016  | [ 29 ] |
| 200 m            | 2.05,85    | Léon Marchand                                                                                    | Frankrike      | Paris 2024          | 31 juli 2024    | [ 30 ] |
| Fjärilsim        |            |                                                                                                  |                |                     |                 |        |
| 100 m            | ♦ 49,45    | Caeleb Dressel                                                                                   | USA            | Tokyo 2020          | 31 juli 2021    | [ 31 ] |
| 200 m            | 1.51,21    | Léon Marchand                                                                                    | Frankrike      | Paris 2024          | 31 juli 2024    | [ 32 ] |
| Medley           |            |                                                                                                  |                |                     |                 |        |
| 200 m            | 1.54,06    | Léon Marchand                                                                                    | Frankrike      | Paris 2024          | 2 augusti 2024  | [ 33 ] |
| 400 m            | 4.02,95    | Léon Marchand                                                                                    | Frankrike      | Paris 2024          | 28 juli 2024    | [ 34 ] |
| Lagkapp – frisim |            |                                                                                                  |                |                     |                 |        |
| 4×100 m          | ♦ 3.08,24  | Michael Phelps (47,51) Garrett Weber-Gale (47,02) Cullen Jones (47,65) Jason Lezak (46,06)       | USA            | Peking 2008         | 11 augusti 2008 | [ 35 ] |
| 4×200 m          | 6.58,56    | Michael Phelps (1.43,31) Ryan Lochte (1.44,28) Ricky Berens (1.46,29) Peter Vanderkaay (1.44,68) | USA            | Peking 2008         | 13 augusti 2008 | [ 36 ] |
| Lagkapp – medley |            |                                                                                                  |                |                     |                 |        |
| 4×100 m          | ♦ 3.26,78  | Ryan Murphy (52,31) Michael Andrew (58,49) Caeleb Dressel (49,03) Zach Apple (46,95)             | USA            | Tokyo 2020          | 1 augusti 2021  | [ 37 ] |

## Mixed rekord
Tecknet ♦ markerar att resultatet också är ett nu gällande världsrekord. Resultat fram till och med Olympiska sommarspelen 2024 i Paris i Frankrike är med i listan. Listan inkluderar endast de grenar som är erkända av IOK, vilka är desamma som distanserna vid spelen 2024.
| Gren           | Rekord    | Namn                                                                            | Land | Spel       | Datum          | Källa  |
| -------------- | --------- | ------------------------------------------------------------------------------- | ---- | ---------- | -------------- | ------ |
| 4×100 m medley | ♦ 3.37,43 | Ryan Murphy (52,08) Nic Fink (58,29) Gretchen Walsh (55,18) Torri Huske (51,88) | USA  | Paris 2024 | 3 augusti 2024 | [ 38 ] |